# Доманевский, Владимир Николаевич
Владимир Николаевич Доманевский (12 марта 1878, Санкт-Петербург — 4 апреля 1937, Париж, Франция) — русский военачальник, генерал-лейтенант. Участник Русско-Японской, Первой мировой войн. Участник Белого движения на Востоке России. Обладатель Георгиевского оружия.

## Происхождение
Из потомственных дворян.

## Образование
Окончил Пажеский корпус (1897), Михайловское артиллерийское училище, Академию Генерального штаба (в 1903 году).

## Служба
Участвовал в Русско-японской войне.
Занимал должности по Генеральному штабу в Санкт-Петербургском военном округе.

## Первая мировая война
В 1914 году служил офицером для поручений при штабе Гвардейского корпуса.
Командовал 14-м уланским Ямбургским полком.
В 1915 году — квартирмейстер войск гвардии.
В 1916 году — начальник штаба русского экспедиционного корпуса в Персии.
В 1917 году — начальник штаба Приамурского военного округа.
24 сентября 1917 года произведён в генерал-майоры.

## Гражданская война
В феврале 1918 года — в распоряжении генерала Д. Л. Хорвата в Харбине.
С 13 февраля по 12 апреля 1920 — начальник штаба сухопутных и морских сил. Произведен в генерал-лейтенанты.
В начале 1921 года — начальник штаба войск Временного Приамурского правительства.

## В эмиграции
В эмиграции жил в Сербии, затем во Франции.
Сотрудничал в военном журнале «Часовой». Был лектором Высших военно-научных курсов в Париже.
Похоронен на кладбище Сент-Женевьев-де-Буа.